# Тома, Андраш
Андраш Тома (венг. Toma András; в плену Томаш Андрианович Андриаш; 5 декабря 1925, Уйфехерто, Венгрия — 30 марта 2004, Ньиредьхаза, Венгрия) — венгерский военнопленный, проведший 53 года в психиатрической больнице СССР/России.

## Ранние годы. Плен
Родился 5 декабря 1925 года в венгерском городе Уйфехерто. В 17 лет добровольно вызвался пойти в армию Венгрии, воевавшей на стороне нацистской Германии. Попал на Восточный фронт. На территории Польши попал в советский плен. До января 1947 года находился в лагере для военнопленных в Ленинградской области. Военнопленные перед репатриацией были направлены вглубь России с целью подлечить и подкормить их. Многие, не выдержав длительного пути в условиях холодной русской зимы, умирали в вагонах. Вероятно, именно это повлияло на психику Андраша. В месте назначения — деревне Тарасовы Кировской области заметили странности в поведении Тома Андраша и отправили его в психиатрическую больницу города Котельнич. Когда в том же 1947 году венгерских солдат возвращали на родину, то про Андраша забыли. Так он остался в психбольнице на 53 года своей жизни.

## Больница (1947—2000)
Томаш Андриаш. Мадьяр. Год рождения — 1925. Образование — 5 классов.
В госпитале вел себя неправильно. Высказывал бредовые мысли, кушал плохо, ночью не спал, на вопросы не отвечал, плакал, принимать лекарства отказывался.
Шуба дубленая, худая, шапка-ушанка старая, рваная, френч худой, валенки старые, разные, худые, рукавицы — очень худые. Рост высокий, телосложение правильное. Физическое состояние — крайнее истощение.

В первые годы в психбольнице Тома Андраш был не единственным военнопленным. Был чрезвычайно замкнут. В первые годы даже агрессивен. Русский язык выучить не стремился. Из русских слов употреблял часто лишь одно «Некерчи!» (Не кричи!), когда с ним пытались вступить в контакт. Единственным близким человеком Андраша в психбольнице был местный сантехник Геннадий, который был алкоголиком. Геннадий сумел найти общий язык с Андрашом и научил его ремонтировать канализацию.
Тома Андраш очень много курил. В старости это стало причиной ампутации ноги.

## Последние годы. Возвращение
В 1990-е гг. новый главный врач психбольницы Юрий Петухов обращался в Венгерский Красный крест, однако венгерские чиновники проявили к проблеме военнопленного полное равнодушие.
Судьбоносным моментом в жизни Тома Андраша стало знакомство главврача Петухова с новым директором местной детской колонии Карлом Карловичем Моравчиком — словаком по национальности, ранее жившим в Венгрии и в совершенстве владеющим венгерским языком. Моравчик стал посещать Андраша и смог вступить в контакт с ним. Позже об Андраше показали репортажи по российским федеральным телеканалам, а затем и венгерским. Только тогда им заинтересовались в Венгрии. К нему отправился известный венгерский невропатолог доктор Андраш Веер, подтвердивший, что перед ним определённо венгр.
11 августа 2000 года бывшего пленного вернули на родину. После возвращения из плена жил у жены своего брата, получал пенсию, был повышен в звании до старшего сержанта.